# Salvador Massó i Simon
Salvador Massó i Simon (Barcelona, 28 d'octubre del 1910 – 6 d'octubre del 1975) va ser trompetista i compositor, especialment de música lleugera.
En els anys 60 i 70 tocava la trompeta en conjunts que feien les travessies transatlàntiques.
A més de cinc sardanes, compongué ballables, en col·laboració i/o publicats pel prolífic compositor sardanista Tomàs Gil i Membrado. La seva sardana La barretina va ser gravada per la cobla La Principal de Girona el 1967 (Edicions Canigó, en un senzill de 45 rpm; reeditada en el disc de llarga durada i casset Segon Aplec de Cobles, igualment a Canigó).

## Obres
- Carmelilla de Triana: pasodoble
- Carretera 29: fox-trot
- El doctor Cha, Cha, Cha
- km. 30: fox-trot
- Madison estudio
- Mi caballito: jerk
- Montevideo
- No bajes los ojos: bolero-canción
- París rock
- Pepe Raña: pasodoble
- Playa de España: fox, lletra i música de S.Massó
- Señorío: pasodoble
- Una flor y un beso: fox
- Verde twist, lletra i música de S.Massó

### Sardanes
- A Carmen Amaya
- L'avi Duran (ca 1952)
- La barretina
- Cant al meu poble (1952)
- Eterna joventut (1952)